# Chiesa di San Filippo (Lucca)
La chiesa di San Filippo è una chiesa di Lucca.

## Storia e descrizione
La chiesa, di antica origine, è stata trasformata consistentemente nel corso dei secoli. A navata unica, preceduta da un portico, conserva al suo interno una tavola con la Madonna tra i Santi Giacomo e Filippo, commissionata nel 1517 ad Ansano Ciampanti, nella quale il pittore conferma la sua fedeltà alle fonti fiorentine che sono alla base della sua formazione, Filippino Lippi, Piero di Cosimo, Botticelli. Nella stessa chiesa è conservato un affresco - staccato e di recente restaurato - con la Madonna del Soccorso tra i Santi Rocco e Sebastiano, probabile esito di un intervento di collaborazione tra Ansano e il padre, Michele Ciampanti.
La chiesa custodisce anche un organo meccanico del 1796 opera di Michelangelo Crudeli.